# Teknikum

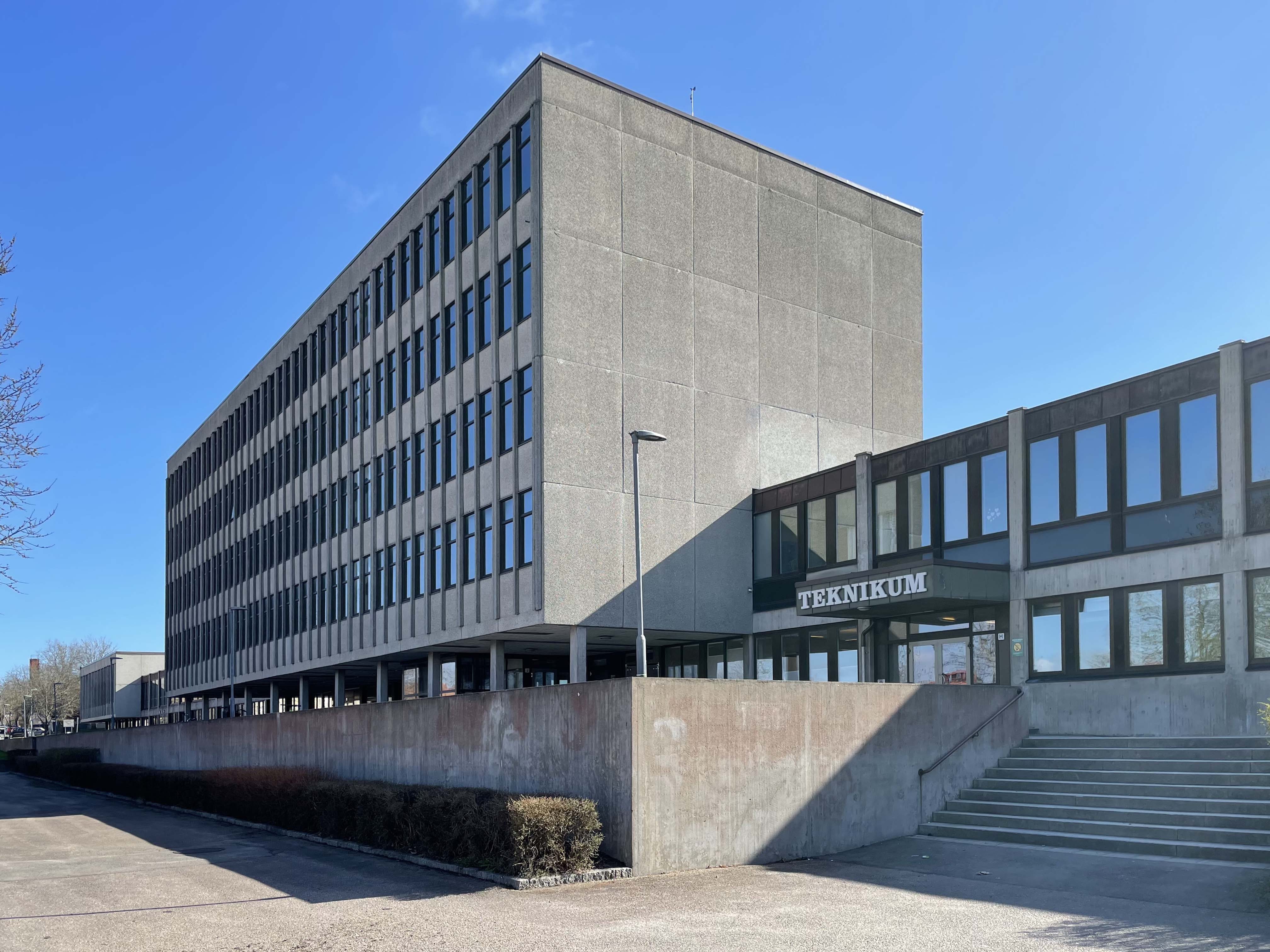
Teknikum i Växjö, april 2023

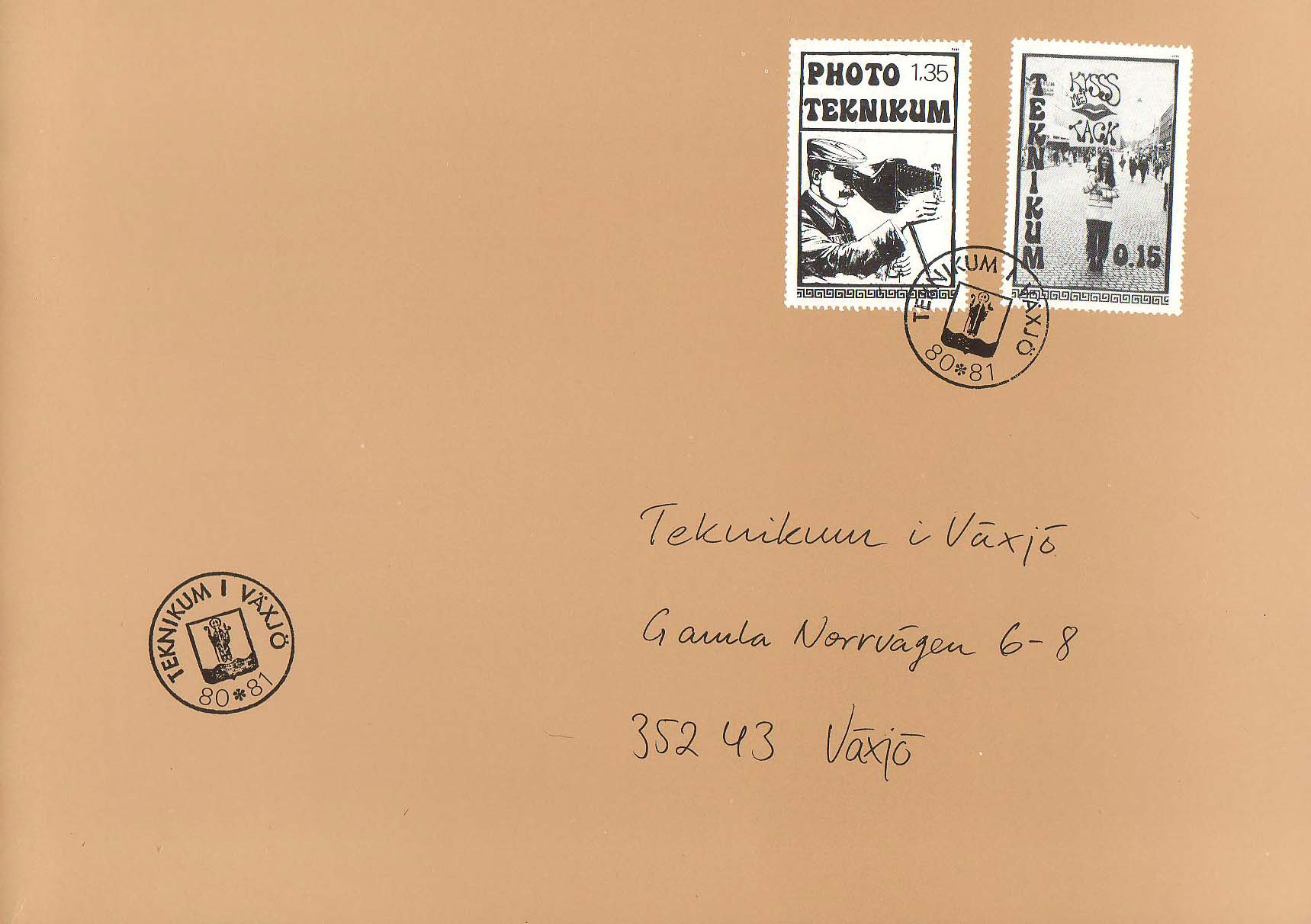
Photo Teknikums skolkatalog 1980-81. Frimärksmotiv är föreningens logotyp och en bild från årets karnevalståg

Teknikum är en gymnasieskola i Växjö. Skolan har utbildningar inom teknik, el & energi, VVS och fastighet och vård/omsorg, och hade 2021 drygt 600 elever. Teknikum har ingen chefsrektor utan fyra enhetsrektorer.
Teknikum var under tiden som tekniskt gymnasium 1961-1992 känd för sin mycket aktiva elevkår med flera sektioner.

## Program

### Programutbud idag
Idag har skolan sex nationella program inom teknik och vård/omsorg, nämligen:
- Barn och fritid
- El- och energiprogrammet
- Introduktionsprogram
- Teknikprogrammet
- VVS- och Fastighetsprogrammet
- Vård- och omsorgsprogrammet

### Tidigare linjer
Under åren som tekniskt gymnasium erbjöd Teknikum samtliga varianter av den fyraåriga tekniska linjen (T) samt den tvååriga tekniska utbildningen (Te). 
Eftersom länets övriga kommuner och även kommuner i Kalmar, Blekinge och Jönköpings län saknade vissa varianter av den fyraåriga tekniska linjen, hade skolan ett ovanligt stort upptagningsområde.
Efter det tredje året hade elever högskolebehörighet och firade studentexamen. Det fjärde året, som fullbordades av flertalet, gav examen som gymnasieingenjör.

#### Fyraåriga varianter
- Kemiteknik (från 1981 även bioteknisk variant)
- Bygg- och anläggningsteknik
- Maskinteknik
- Elkraftteknik
- Teleteknik

## Historia
I slutet av 1950-talet började Växjö att industrialiseras på allvar när Svenska Fläktfabriken och Telub i stor skala förlade verksamhet hit. Behovet av teknisk utbildning blev alltmer uttalat. Hittills hade ungdomar från länet i huvudsak sökt sig till de tekniska skolorna i Karlskrona och Hässleholm för att skaffa sig en ingenjörsutbildning

### Åren som tekniskt gymnasium
- 1961: De statliga myndigheterna gav Växjö rätt att starta ett tekniskt gymnasium och 60 elever med minst realexamen som grund togs på höstterminen detta år in till maskin- och byggtekniska grenar. Utbildningen var till en början treårig, men blev efter några år fyraårig. Verksamheten var inhyst på Kungsmadsskolan. Rektor var Bo Ahlström
- 1966: En egen skolbyggnad stod klar att tas i bruk på Gamla Norrvägen med 12 000 kvadratmeter funktionella och välutrustade lokaler ritade av Åke E Lindqvist. Skolan kostade 25 miljoner att färdigställa.
  - De högre tekniska läroverken blev den 1 juli 1966 gymnasieskolor med tekniska linjer, nu med Skolöverstyrelsen som huvudman. Begreppet ingenjör försvinner från examensbevisen men såväl industrin som de utbildade eleverna själva fortsätter med beteckningen gymnasieingenjör
- 1986: Den tvååriga drift- och underhållstekniska utbildningen startade och Teknikum byggdes ut med en fjärde flygel om 3000 kvadratmeter. Arkitektfirman Contektor hade anlitats och kostnaden var 25 miljoner kronor
- 1987: Ingenjörsutbildningen blir femårig och utbildningen delas upp i en gymnasiedel, 3 år, och en postgymnasial, 2 år, som kommer att tillhöra Högskolan i Växjö
- 1992: De sista gymnasieingenjörerna tar examen. Växjö startar som en av de första kommunerna i Sverige samtliga nationella gymnasieprogram, och Teknikum kommer under det första året att ha Naturvetenskapsprogram och Energiprogram. I december flyttar Högskolan ut sina utbildningar till Videum på Teleborg och flyglarna börjar iordningställas för att kunna ta emot det eltekniska programmet

### Nya läroplanen (Lpf 94)
Under 1990-talet avtog Teknikums renodlat ingenjörstekniska karaktär i takt med gymnasiereformen och ett flertal nationella program flyttade in på skolan.
- 1993: Elprogrammet flyttar in och Teknikum har läsåret 93/94 cirka 850 elever på El-, Energi och Naturvetenskapsprogram.
- 1994: VVS-utbildningen flyttar in på Teknikum.
- 1997: Det Individuella Programmet, IVP, flyttar in på Teknikum. Utbildning för systemadministratörer påbörjas inom ramen för Kvalificerad Yrkesutbildning.
- 2000: Teknikprogrammet, TE, startar på Teknikum och Vårdgymnasiet flyttar till Teknikums lokaler.
- 2003: Räddning, skydd och säkerhets- samt det nya Produktionstekniska programmet startar.
- 2007: Teknikum startar, som en av de första gymnasieskolorna i landet, lärlingsutbildning.
- 2009: Barn- och fritidsprogrammet startar i och med att det läggs ned vid gymnasiet i Alvesta.
- 2010: Det blir åter möjligt att söka till Naturvetenskapsprogrammet vid Teknikum efter att det under några år varit ett samarbete med Katedralskolan
- 2012: Naturvetenskapsprogrammet och Räddning, skydd och säkerhet läggs ner på Teknikum.
- 2015: Fjärde Tekniska Året, en påbyggnadsutbildning för Teknikprogrammet, startas upp på Teknikum.
- 2017: En E-sportsprofil för elever vid Teknik- och El- & energiprogrammets Dator- och Kommunikationstekniska inriktning startas upp på Teknikum. Från läsåret 2019/2020 är esportsprofilen tillgänglig som utökad studieplan för Teknikums alla program.
- 2022: Spetsutbildning inom Teknikvetenskap startas upp på Teknikums Teknikprogram.

## Rektorer
- 1961 - 1989: Bo Ahlström
- 1989 - 1994: Rolf Erland
- 1994 - 1997: Jan le Grand
- 1997 - 1999 Els-Marie Oscarsson
- 1999 - 2007: Yngve Rehnström
- 2007 - 2010: Bengt Larsson
- 2010 - 2011: Anna-Karin Höjer
- 2011 - Anna Lantz
- 2012 - 2015: Ulrika Boström
- 2012 - Magnus Nilsson
- 2015 - 2021 - Annika Beckström
- 2020 - 2024 Daniel Lundberg
- 2021 - Magdalena Grügiel
- 2024 - Jan-Erik Aronsson

## Teknikums provningsanstalt
Teknikums provningsanstalt AB var en sammanslutning av institutionsföreståndare och tekniker inom skolan som förutom allmän rådgivning utförde provningar för företag samt kommunala och statliga institutioner.

## Elevkåren

### Verksamhet idag
Elevkåren består i dagens läge av relativt få, men aktiva sektioner:
- Rugbysektionen: Nuvarande arrangörer av rugbytävlingen, har också hand om träningen
- G@Te - Gamers at Teknikum:  anordnar LAN med deltagare från alla Växjös gymnasieskolor, och höll också ett LAN för högstadieelever den 7-9 maj 2010 som ett intressemotiverande evenemang.
- Studentkommittén: en grupp elever från skolan som samarbetar med de olika gymnasieskolorna i Växjö. De lägger ner all sin fokus på de elever som tillbringar deras sista år på skolan, detta genom att planera fester, aktiviteter, balen mm.

### Verksamhet under 1970- och 80-talet
Teknikums elevkår var mycket aktiv. Under många år fram till 1978 valde kårordförande att ta ett extra studieår för att hinna med sina åtaganden. Under åren som tekniskt gymnasium drevs verksamheten vid elevkåren huvudsakligen genom självständiga sektioner. Åren omkring 1980 fanns följande arton sektioner:
- Photo Teknikum, fotokurser, katalogproduktion med mera
- Radio Teknikum för de elektronikintresserade eleverna. Startade baserat kring intresse av DX-ing
- Danssektionen
- Film och Teater
- Phontrattarne, blåsorkester, underhöll vid evenemang på skolan, turnéer till länets grundskolor med mera
- Biljard
- Körsektionen
- Datasektionen
- Flygsektionen
- Teknikum Skateboarders
- MC-sektionen
- Gizmo, science fiction-sektion
- Scrotum Globus, kulturell verksamhet
- Windsurfsektionen
- Teknikums inköpscentral (TIC), senare Kårens Inköpscentral
- Skyttesektionen
- Schacksektionen
- Teknikums IF

Elevkåren hade direkt ansvar för höstens nollning med avslutande inspark och vårens karneval, som ägde rum årligen fram till början av 1980-talet. Nollningen var en gammal tradition vid landets tekniska läroverk, men i staden unikt för skolan, och den skapade debatt varje skolstart. Med olika regler arbetade elevkåren tillsammans med skolledningen för att komma till rätta med de problem som kunde uppstå.

#### Karnevaler
Karnevalen var under 1970- och 1980-talen det största årliga evenemanget i Växjö centrum och drog publik från hela länet till processionsvägen från Teknikum till Storgatan och tillbaka.
Karnevalsgeneraler
- 1976 Lars Andersson
- 1977 Claes Lindén (Första Allkårsfestivalen; Högskolan i Växjö hade med ett ekipage)
- 1978 Mats Carlfalk

#### Båtevaler
Under 70-talet provade elevkåren att införa ett tävlingsmoment med grannskolan "Filialen" (Katedralskolan) som innebar att man med enbart mänsklig kraft skulle föra farkost över Växjösjön. Start var vid Simhallens bryggor och mål var vid Strandbjörkets strand. Första året fanns allt från stora gungbrädsdrivna farkoster till små kanoter. Katedralskolan vann dock överlägset genom att massor av elever drog över en kanot med hjälp av långt rep. 

#### Tidskrifter
Under 1960- till 1980-talen publicerades två elevtidningar. De båda tidskrifterna producerades i Tryckeriet, en lokal i ett skyddsrum i skolans källarvåning.
- Liggaren, den årliga examenstidningen, utkom 1964 till 1984 eller senare. Tidningen kom ut i slutet av vårterminen och såldes bland annat under Teknikums karneval. Från 1969 utkom Liggaren i det originella formatet 149 x 420 mm (det vill säga ett A3-ark vikt på "fel" håll. Tidningen innehöll presentationer av avgångsklasserna, lättare läsning samt annonser. Annonserna gjordes ofta av redaktionen, på uppdrag av annonsören, och hade gärna dubbelbottnade budskap ex "Fiat, bilen som kommit för att stanna"
- Ståndaren, som vanligen gavs ut tre gånger per läsår och delades ut till alla medlemmar av Elevkåren. Augustinumret, Nolleståndaren, delades ut till samtliga förstaårselever och innehåll bland annat information om skolans föreningsliv och regler för nollningen. Tidningen trycktes på elevkårens offsetpress i Tryckeriet.

Under läsåret 2013-2014 producerades och distribuerades skoltidningen Gymnasieposten. På grund av bristande intresse lades tidningen ned när dess chefredaktör gick ut tredje och sista året.

### Kårordförande
- 1963-1964 Ivan Johansson
- 1964-1965 Otto Svensson
- 1965-1966 Stig Håkansson
- 1972-1973 Christer Zackeusson
- 1973-1974 Thomas Thörn
- 1974-1975 Lars Håkansson
- 1975-1976 Ola Lindström
- 1976-1977 Göran Lindqvist
- 1977-1978 Ola Kallin
- 1978-1979 Per Erlandsson
- 1979-1980 Mats Carlfalk
- 2012- 2013 Julia Sandberg
- 2013- 2014 Thaer Hakim
- 2014- 2016 Birk Janz
- 2016- 2018 Janai Dolcino Gonzalez
- 2018- 2019 Johannes Brisendal
- 2019- 2020 Robin Rönnings

## Tävlingar
Elever vid Teknikum har nått framgångar i bland annat Skolornas Matematiktävling (seger 1977, Mittag-Lefflerstiftelsens vandringspris 1990 och 1992), Förbundet Unga Forskare (Europafinaler 1979, 1980 (Hans Bernving; Öjvind Andersson; Claus Petersson), 1981 och 1982), samt Yrkes-SM och yrkes-VM.
Dagens teknikelever är också med i blixtlåset som ägs av T-konventet. Blixtlåset är en nationell uppfinnartävling för gymnasieelever med syftet att främja tekniskt och kreativt tänkande och stimulera förmågan att sälja sina idéer. År 2010 fick Teknikum för första gången förstapris för bästa webbpresentation.

## Alumni-grupper
Dacketeknisterna, föreningen för före detta elever vid skolan, är 2015 vilande.